# Lewisville (Oregon)
Lewisville az Amerikai Egyesült Államok északnyugati részén, Oregon állam Polk megyéjében elhelyezkedő önkormányzat nélküli település.
Névadója David R. Lewis telepes. A posta 1868 és 1905 között működött.

## Fordítás
- Ez a szócikk részben vagy egészben  a   Lewisville, Oregon című angol Wikipédia-szócikk ezen változatának fordításán alapul.  Az eredeti cikk szerkesztőit annak laptörténete sorolja fel. Ez a jelzés csupán a megfogalmazás eredetét és a szerzői jogokat jelzi, nem szolgál a cikkben szereplő információk forrásmegjelöléseként.